# Курносов, Георгий Алексеевич
Гео́ргий Алексе́евич Курно́сов (23 октября 1893, слобода Карсаевка, Пензенская губерния — 14 ноября 1975, Куйбышев) — советский военачальник, гвардии генерал-майор (01.10.1942).

## Биография
Родился 23 октября 1893 года в слободе Карсаевка. Мордвин.

### Первая мировая война
В октябре 1914 года был мобилизован на военную службу и зачислен рядовым в запасной батальон, дислоцировавшийся в населенном пункте Нижний Ломов Пензенской губернии. После окончания учебной команды в том же батальоне командовал отделением. В декабре 1915 года из города Сарапул командирован на учёбу в 1-ю школу прапорщиков в город Казань. 13 марта 1916 года окончил её, произведен в прапорщики и направлен в город Вольск на должность младшего офицера роты 150-го запасного полка. Летом убыл на Северный фронт, где воевал в составе 479-го Кандиковского полка младшим офицером роты и начальником команды пеших разведчиков, дослужился до поручика. Участвовал в боях южнее Двинска, в районе озера Дрисвяты, м. Козяны. В середине декабря 1917 года полк снялся с боевых позиций и убыл в район станции Кереловка. В конце декабря был демобилизован.

### Гражданская война
В октябре 1918 года мобилизован в РККА и назначен командиром роты в 44-й Пензенский полк, затем убыл с ним на Восточный фронт. Участвовал в боях с войсками адмирала А. В. Колчака в районах Сарапул, Воткинский завод, Оханск. В марте 1919 года в бою под Сарапулом на реке Кама был ранен, после чего находился на излечении в госпитале и в отпуске. В январе 1920 года в городе Пенза был назначен в 3-й артиллерийский полк командиром взвода полковой школы. В мае месяце в должности командира батальона убыл на Западный фронт, где назначен в 12-й стрелковый полк 2-й стрелковой дивизии. В его составе участвовал в боях с белополяками, дивизия вела наступательные бои в направлении Бобруйск, Слуцк, Брест-Литовск и далее на Варшаву. Особо отличился в бою под Брест-Литовском 3 июля 1920 года, где решительными и неожиданными действиями способствовал освобождению города. В этом бою он был ранен, за боевые отличия награждён орденом Красного Знамени (Приказ РВСР № 136: 1922 г.).
После поражения Красной Армии под Варшавой полк в составе дивизии отходил в направлении Лида, затем вел бои под Гродно. В октябре — ноябре 1920 года боролся с вооруженными формированиями генерала С. Н. Булак-Балаховича в Белоруссии. С декабря 1920 года командовал отдельным батальоном Западного фронта, после его расформирования в мае 1921 года направлен в 14-й Гатчинский полк 2-й стрелковой дивизии на должность помощника командира полка.

### Межвоенные годы
После войны продолжал служить во 2-й Тульской стрелковой дивизии в городе Борисов командиром батальона 5-го стрелкового полка, помощником командира 6-го и 4-го стрелковых полков. В феврале 1925 года переведен в 33-ю стрелковую дивизию в город Могилёв, где занимал должности командира батальона 99-го стрелкового полка, помощника командира 97-го стрелкового полка, с мая 1932 года — командира 99-го стрелкового полка.
В сентябре 1937 года Курносов попал под подозрение органов НКВД и был отстранен от должности, затем 17 июня 1938 года уволен из кадров РККА. 28 июня был арестован и находился под следствием. В феврале 1940 г. освобожден из-под ареста, оправдан и восстановлен в кадрах РККА.
В апреле назначен помощником начальника Пуховичского пехотного училища. С сентября исполнял должность старшего помощника инспектора пехоты ЗапОВО, затем в мае 1941 года назначен начальником отдела боевой подготовки сформированной в округе 13-й армии.

### Великая Отечественная война
В начале войны в той же должности на Западном фронте. В конце июня 1941 года войска армии, опираясь на сооружения Минского укреплённого района, вели тяжёлые оборонительные бои с соединениями 3-й танковой группы немецко-фашистских войск. После поражения в приграничном сражении они отходили за реку Березина в район Борисова, затем за реку Днепр, где закрепились на рубеже Копысь, Новый Быхов. С июля армия в составе Западного, с 24 июля — Центрального, а с 15 августа — Брянского фронтов участвовала в Смоленском сражении, вела оборонительные бои на реках Сож, Судость и Десна.
В сентябре 1941 года приказом командующего 13-й армией полковник Курносов допущен к командованию 143-й стрелковой дивизией. В начале октября в ходе Орловско-Брянской оборонительной операции дивизия в составе 13-й армии попала в окружение в районе Новая Погощь, Денисовка (Сумская область) и с боями выходила по тылам противника. Лишь 16 октября ей удалось прорваться к своим войскам в районе Верхнее и Нижнее Песочное. Выйдя из окружения, она была переброшена в район Русский Брод Орловской области, где заняла оборону. С середины ноября её части вели оборонительные бои на рубежах Юрты Ливенские, Короткое, Медвежье, Преображенье, Черник, Рябинка, Елец, Ольшаный, Екатериновка. В декабре 1941 года дивизия под его командованием приняла участие в Елецкой наступательной операции. За время наступательных боев с 6 декабря 1941 года по 1 января 1942 года части дивизии продвинулись до 120 км и освободили города Елец и Ливны. С конца января 1942 года дивизия находилась в резерве 13-й армии, с февраля — оборонялась на рубеже Шолохово, Вышне-Долгое. 28 мая 1942 года в бою под Ельцом был ранен и до июля находился в госпитале, затем вернулся в дивизию на прежнюю должность. В июле её части участвовали в Воронежско-Ворошиловградской оборонительной операции, вели бои на реке Тим, затем с конца июля и до конца года занимали оборону на рубеже южная окраина Каменева, отм. 208,9, северные скаты выс. 211,1, отм. 183,9 (Ливенский район Орловской области). В 1942 году Курносов вступил в ВКП(б)..
В январе 1943 года генерал-майор Курносов назначен заместителем командующего 13-й армией по тылу. Её войска в составе Брянского, а с 12 марта — Центрального фронтов участвовали в Воронежско-Касторненской, Курской, Орловской, Черниговско-Припятской наступательных операциях. С ноября 1943 года по сентябрь 1944 года в составе 1-го Украинского фронта армия вела бои по освобождению Правобережной Украины и юго-восточных районов Польши. В ходе Киевской, Житомирско-Бердичевской, Ровно-Луцкой, Проскуровско-Черновицкой и Львовско-Сандомирской наступательных операций её войска прошли с боями свыше 750 км, освободили сотни населенных пунктов. При организации тылового обеспечения войск армии во всех перечисленных наступательных операциях генерал-майор Курносов добивался того, чтобы все тыловые части и подразделения были расположены ближе к наступающим войскам, чтобы не отставать от них в ходе боевых действий. Такое построение тыла содействовало успешным действиям войск армии. На завершающем этапе войны армия в составе 1-го Украинского фронта участвовала в Сандомирско-Силезской, Нижнесилезской, Берлинской и Пражской наступательных операциях.

### Послевоенная карьера
После войны продолжал исполнять должность заместителя командующего 13-й армией по тылу в составе ПрикВО.
В ноябре 1947 года он был назначен начальником тыла 7-й гвардейской армии ЗакВО. В октябре 1949 года был исключен из ВКП(б) «за сокрытие участия в эсеровском восстании» и 6 декабря 1949 года уволен в запас по ст. 43 п. «а».

## Награды
- орден Ленина (21.02.1945[3])
- четыре ордена Красного Знамени (1922[4], 27.12.1941[5], 03.11.1944[3], 20.06.1949[3])
- орден Кутузова II степени (25.05.1945)
- два ордена Богдана Хмельницкого II степени (03.06.1944[6], 11.08.1944[7])
- два ордена Отечественной войны I степени (24.09.1943[8], 10.01.1944[9])
- медали, в том числе:
  - «XX лет Рабоче-Крестьянской Красной Армии» (1938)
  - «За победу над Германией в Великой Отечественной войне 1941—1945 гг.» (1945)
  - «За взятие Берлина»
  - «За освобождение Праги»